# سه دلاور
سه دلاور (یا سه دلاور بی باک) فیلمی به نویسندگی کمال کن, و کارگردانی کمال کن، حسن ساسان پور و محمد متوسلانی محصول مشترک ترکیه، ایران و ایتالیا در سال ۱۳۵۰ است. این فیلم در دو نسخه ایرانی و ترکی تهیه شده. نسخه ترکی در ژانر وسترن ساخته شده و داستانی متفاوت دارد. نسخه ایرانی فیلم در ژانر کمدی ساخته شده و بر روی سه شخصیت کمیک فیلم با بازی منصور سپهرنیا، محمد متوسلانی و گرشا رئوفی تمرکز دارد.

## خلاصه داستان
«منصور»، «امیر» و «محمد» بعد از حمله سارقین مسلح به یک واگن پستی مصمم به دستگیری دزدان و بازگرداندن پول‌های سرقت شده بانکی می‌شوند که برای آن کار می‌کنند آن سه به چهره‌های متفاوتی درآمده و درگیر ماجراهای متنوعی می‌شوند و سرانجام موفق می‌شوند...

## بازیگران
- منصور سپهرنیا
- گرشا رئوفی
- محمد متوسلانی
- مراد
- رسوا
- جهانگیر غفاری